# CS Petrocub Hîncești
Maillots
Dernière mise à jour : 3 mars 2025.
Le CS Petrocub Hîncești est un club moldave de football fondé en 1994. Il est basé à Hîncești et évolue actuellement au sein de la Divizia Naţională.

## Historique

Ancien logo

- 1994 : fondé en tant que Petroclub-Condor Sărata-Galbenă
- 1995 : le club est renommé Spicul Sărata-Galbenă
- 1998 : le club est renommé Petrocub-Spicul Sărata-Galbenă
- 2000 : le club est renommé Petrocub-Condor Sărata-Galbenă
- 2001 : le club est renommé FC Hîncești
- 2005 : le club est renommé Petrocub Sărata-Galbenă
- 2013 : le club est renommé Rapid-2 Petrocub
- 2015 : le club est renommé CS Petrocub Hîncești
- 2020 : le club remporte la Coupe de Moldavie de football
- 2024 : le club remporte le Championnat de Moldavie de football

## Bilan sportif

### Palmarès
- Championnat de Moldavie :
  - Champion : 2024
  - Vice-champion : 2021, 2022 et 2023.

- Coupe de Moldavie :
  - Vainqueur : 2020 et 2024

- Championnat de Moldavie de deuxième division :
  - Champion : 2005 et 2014

### Bilan européen
Note : dans les résultats ci-dessous, le score du club est toujours donné en premier
| Saison    | Compétition             | Tour             | Club                  | Domicile | Extérieur | Total |
| --------- | ----------------------- | ---------------- | --------------------- | -------- | --------- | ----- |
| 2018-2019 | Ligue Europa            | Premier tour Q   | NK Osijek             | 1 - 1    | 1 - 2     | 2 - 3 |
| 2019-2020 | Ligue Europa            | Premier tour Q   | AEK Larnaca           | 0 - 1    | 0 - 1     | 0 - 2 |
| 2020-2021 | Ligue Europa            | Premier tour Q   | TSC Bačka Topola      | 0 - 2    | N/A       | 0 - 2 |
| 2021-2022 | Ligue Europa Conférence | Premier tour Q   | Sileks Kratovo        | 1 - 0    | 1 - 1     | 2 - 1 |
| 2021-2022 | Ligue Europa Conférence | Deuxième tour Q  | Sivasspor             | 0 - 1    | 0 - 1     | 0 - 2 |
| 2022-2023 | Ligue Europa Conférence | Premier tour Q   | Floriana FC           | 1 - 0    | 0 - 0     | 1 - 0 |
| 2022-2023 | Ligue Europa Conférence | Deuxième tour Q  | KF Laç                | 0 - 0    | 4 - 1     | 4 - 1 |
| 2022-2023 | Ligue Europa Conférence | Troisième tour Q | Fehérvár FC           | 1 - 2    | 0 - 5     | 1 - 7 |
| 2023-2024 | Ligue Europa Conférence | Deuxième tour Q  | Maccabi Tel-Aviv      | 0 - 2    | 0 - 3     | 0 - 5 |
| 2024-2025 | Ligue des champions     | Premier tour Q   | Ordabasy Chimkent     | 1 - 0    | 0 - 0     | 1 - 0 |
| 2024-2025 | Ligue des champions     | Deuxième tour Q  | APOEL Nicosie         | 1 - 1    | 0 - 1     | 1 - 2 |
| 2024-2025 | Ligue Europa            | Troisième tour Q | The New Saints        | 1 - 0    | 0 - 0     | 1 - 0 |
| 2024-2025 | Ligue Europa            | Barrage Q        | Ludogorets Razgrad    | 1 - 2    | 0 - 4     | 1 - 6 |
| 2024-2025 | Ligue Conférence        | Phase de ligue   | Paphos FC             | 1 - 4    | N/A       | 36e   |
| 2024-2025 | Ligue Conférence        | Phase de ligue   | Jagiellonia Białystok | N/A      | 0 - 2     | 36e   |
| 2024-2025 | Ligue Conférence        | Phase de ligue   | Rapid Vienne          | 0 - 3    | N/A       | 36e   |
| 2024-2025 | Ligue Conférence        | Phase de ligue   | İstanbul Başakşehir   | N/A      | 1 - 1     | 36e   |
| 2024-2025 | Ligue Conférence        | Phase de ligue   | Real Betis            | 0 - 1    | N/A       | 36e   |
| 2024-2025 | Ligue Conférence        | Phase de ligue   | Heart of Midlothian   | N/A      | 2 - 2     | 36e   |
| 2025-2026 | Ligue Conférence        | Premier tour Q   | Birkirkara FC         | 3 - 0    | 0 - 1     | 3 - 1 |
| 2025-2026 | Ligue Conférence        | Deuxième tour Q  | Sabah FC              | 0 - 2    | 1 - 4     | 1 - 6 |

Légende
- Victoire ou qualification pour le tour suivant
- Match nul
- Défaite ou élimination de la compétition